# Estructura terciària de les proteïnes
L'estructura terciària de les proteïnes, especialment de les que tenen un pes molecular elevat, està constituïda per diversos dominis o unitats compactes de 50 a 300 aminoàcids connectades a través de l'esquelet polipeptídic. Un domini proteic pot concebre's com la unitat estructural bàsica d'una estructura proteica. El nucli de cada domini està compost fonamentalment per un conjunt de làmines β, hèlix α o d'ambdues coses. Aquestes estructures secundàries regulars estan afavorides degut al fet que permeten la formació d'una gran quantitat d'enllaços d'hidrogen entre els àtoms de l'esquelet de la proteïna, la qual cosa és essencial per a estabilitzar l'interior del domini, on l'aigua no és assequible per a forma enllaços d'hidrogen amb l'oxigen polar del carbonil o amb l'hidrogen de l'amida de l'enllaç peptídic.
Existeix un nombre limitat de maneres de combinar hèlix α amb làmines β per a formar una estructura globular, pel que determinades combinacions d'aquests elements, denominades motius, es presenten repetidament en el nucli de moltes proteïnes no relacionades entre si. Diverses combinacions de motius formen el domini proteic, en el qual la cadena polipeptídica tendeix a corbar-se dalt i baix al llarg de tota l'estructura, de vegades formant una làmina β o una α-hèlix. Les característiques d'una proteïna i, del que és més important, les funcions biològiques que du a terme depenen de la seva estructura terciària.